# Гришкино (Ярославская область)
В Рыбинском районе есть деревни с похожими названиями Гришино и Гришенино.
Гришкино — деревня в Макаровском сельском округе Судоверфского сельского поселения Рыбинского района Ярославской области.
Деревня расположена в окружении лесов между автомобильной дорогой Рыбинск—Глебово и станцией Просвет железной дороги Рыбинск—Сонково. К северу от Гришкино находятся деревни Андроново и Глушицы, в которой начинается короткая дорога связывающая, через Андроново и Гришкино, дорогу Рыбинск—Глебово с железнодорожной станцией. Через Глушицы следуют рейсовые автобусы из Рыбинска на Глебово и Легково. Лесные пересыхающие ручьи в окрестностях деревни впадают в Фоминский ручей.
Деревня Гришкина указана на плане Генерального межевания Рыбинского уезда 1792 года.
На 1 января 2007 года в деревне числилось 4 постоянных жителя. Почтовое отделение, расположенное в деревне Харитоново, обслуживает в деревне 27 домов. Улицы не именуются.